# 第1回世界遺産委員会
第1回世界遺産委員会（だい1かいせかいいさんいいんかい）は、1977年6月27日から7月1日の間、フランスのパリで開催された。世界遺産条約は 1975年12月17日に発効し、翌年の第1回世界遺産条約締約国会議（総会）で委員会の設置が決まり、年1度以上の会議が開催されることになった。この第1回世界遺産委員会の時点では、有形文化財や自然保護区の世界遺産リストへの登録は始まっていない。

## 委員国
前年の第1回総会の時点での締約国は26か国であり、それを踏まえた委員国は以下の15か国（うち議長1、副議長4、報告担当1）である。地域区分はUNESCOに従っている。
| 地域                   | 委員国         | 特記事項   |
| ---------------------- | -------------- | ---------- |
| アジア・太平洋         | イラン         | 議長国     |
| アジア・太平洋         | オーストラリア |            |
| アラブ諸国             | エジプト       | 副議長国   |
| アラブ諸国             | イラク         |            |
| アラブ諸国             | チュニジア     |            |
| アフリカ               | ナイジェリア   | 副議長国   |
| アフリカ               | ガーナ         |            |
| アフリカ               | セネガル       |            |
| ヨーロッパ・北アメリカ | フランス       | 副議長国   |
| ヨーロッパ・北アメリカ | ポーランド     | 副議長国   |
| ヨーロッパ・北アメリカ | ユーゴスラビア |            |
| ヨーロッパ・北アメリカ | カナダ         | 報告担当国 |
| ヨーロッパ・北アメリカ | 西ドイツ       |            |
| ヨーロッパ・北アメリカ | アメリカ合衆国 |            |
| カリブ・ラテンアメリカ | エクアドル     |            |

## 議題
規約についてや、世界遺産リスト制定に向けた議論が行われた。